# Без грима
«Без грима» — студійний альбом української співачки Ірини Білик.

## Перелік пісень
1. «Intro»;
2. «А мне бы в небо»;
3. «Греческая»;
4. «Разреши»;
5. «Снился мне снег»;
6. «У ветра есть тайна»;
7. «Не питай»;
8. «Не оставляй»;
9. «Седой старик»;
10. «Боже мой».